# Anna Pawełczyńska
Anna Pawełczyńska (ur. 20 kwietnia 1922, zm. 21 czerwca 2014) – polska socjolożka kultury, profesor nauk humanistycznych. W czasie II wojny światowej w Armii Krajowej. Była więziona w Auschwitz-Birkenau.

## II wojna światowa
W konspiracji od jesieni 1939, w kwietniu 1940 wstąpiła do ZWZ, gdzie jej szefem był płk Edward Krzywda-Rzewuski, komendant VI Rejonu ZWZ "Obroża". W 1942 wstąpiła do organizacji "Orzeł Biały" i do AK (pseudonim "Hanka"), gdzie z siostrą Wandą i Janem Czelejem prowadziła m.in. nasłuch rosyjskich i niemieckich stacji radiowych W 1941 rozpoczęła studia prawnicze na podziemnym Uniwersytecie Warszawskim.
Aresztowana 16 sierpnia 1942, uwięziona na 9 miesięcy na Pawiaku, od 13 maja 1943 do października 1944 w niemieckim obozie koncentracyjnym Auschwitz-Birkenau (wytatuowany na ręku numer 44 764), gdzie uczestniczyła w konspiracji obozowej w grupie Oświęcim; następnie wywieziona do obozu koncentracyjnego we Flossenbürgu w Niemczech. Przeżyła dywanowe bombardowania Drezna jako niewolnicza robotnica w fabryce broni. W kwietniu 1945 uciekła z transportu więźniów w głąb Niemiec, w maju–czerwcu 1945 współorganizowała polski Komitet Pomocy Wracającym do Kraju w Koenigstein pod Dreznem. W czerwcu 1945 powróciła do Polski.

## Działalność w PRL
Po wojnie studiowała socjologię (1945–1949, stopień mgr w 1950) pod kierunkiem prof. Stanisława Ossowskiego i prof. Jana Bystronia. W tym czasie pełniła funkcję społecznego kuratora sądowego przy Sądzie dla nieletnich w Warszawie. Od 1953 współpracowała z zespołem prof. Stanisława Batawii w dziedzinie przestępczości nieletnich. W 1960 obroniła na UW pracę doktorską (dyplom w 1962, praca pt. „Przestępczość grup nieletnich”, opublikowana w KiW 1964), w 1966 pracę habilitacyjną pt. „Dynamika przemian kulturowych na wsi. Metoda badania głównej tendencji” (wydana w PWN w 1966, dyplom wydano w 1972).
W 1956 trzymiesięczne stypendium w instytutach badawczych we Francji (Paryż). W październiku 1957 została współzałożycielką i pierwszym dyrektorem Ośrodka Badania Opinii Publicznej przy Komitecie ds. Radia i Telewizji (do marca 1965). We współpracy ze Stefanem Nowakiem stworzyła na UW system badawczy opinii publicznej, oparty na sieci ankieterów społecznych. Prowadziła z nim słynne badanie „Studenci Warszawy”. Jednocześnie pracowała naukowo w Katedrze Socjologii u prof. Ossowskiego na UW, zajmując się metodami i technikami badań empirycznych (1957–1961 starszy asystent). Od 1955 roku członek Klubu Krzywego Koła, forum dyskusyjnego inteligencji warszawskiej; w tym czasie za namową Jana Olszewskiego i Jerzego Jasińskiego wstąpiła do PZPR (1957-1968), aby móc podjąć pracę dyrektora w OBOP po uchwale zarządu Sekcji Diagnostyki Społecznej KKK.
Od października 1965 adiunkt w Pracowni Badania Kultury Współczesnej przy Instytucie Badań Literackich PAN pod kierunkiem prof. Stefana Żółkiewskiego, od kwietnia 1969 adiunkt w Zespole Prognoz Społecznych IFiS PAN. Od 1972 docent. Autorka i współautorka ponad 25 książek i opracowań, stu kilkudziesięciu artykułów naukowych. Wypromowała 4 doktorów. Od stycznia 1980 profesor nadzwyczajny.
W styczniu 1976 roku podpisała list protestacyjny do Komisji Nadzwyczajnej Sejmu PRL przeciwko zmianom w Konstytucji Polskiej Rzeczypospolitej Ludowej. W końcu lat 70. członek konwersatorium Doświadczenie i Przyszłość. Na emeryturze od 1980, od 1 września 1980 współinicjatorka z Anną Sucheni-Grabowską i Zofią Skórzyńską jednego z nurtów warszawskiego ruchu oświaty i wychowania, który wszedł do NSZZPNTiO, a potem do NSZZ „Solidarność”.
W latach 1992–1996 przewodnicząca Rady Nadzorczej Fundacji Polsko-Niemieckie Pojednanie.
W 1973 napisała pracę Wartości a przemoc będącą „próbą ujęcia socjologicznego problematyki obozów koncentracyjnych w oparciu o tzw. obserwację uczestniczącą”, nagrodzoną przez Polskie Towarzystwo Socjologiczne oraz Nagrodą „Polityki” (1974).

## Konserwatywna krytyka III RP
W 2004 wydała książkę Głowy hydry. Idee, które sformułowała Pawełczyńska, stały się potem ważnym elementem programu politycznego polskich konserwatystów. Według niej Polakom zagraża nowy rodzaj totalitaryzmu wymierzonego w tradycję oraz rodzinę. Zdaniem Pawełczyńskiej, liberalizm w sposobie działania na ludzką świadomość stanowi kontynuację totalitaryzmu komunistycznego.
Krytykuje „samowolę jednostki” jaka jej zdaniem panuje we współczesnych społeczeństwach. Odrzuca też zasadę poprawności politycznej oraz tolerancji. Zgodnie z jej słowami „Dzisiejsza pseudotolerancja polega na zaprzeczaniu faktycznym różnicom, które między ludźmi istnieją i których nie zniwelują żadne ideologie”.
Zdaniem Pawełczyńskiej hasło tolerancji zostało w 1989 wykorzystane, aby uniknąć dekomunizacji. Odrzuca tym samym ideę „grubej kreski” oraz porozumień Okrągłego Stołu.
Według Pawełczyńskiej współczesną elitą stali się ludzie wywodzący się z komunistycznego reżimu i dlatego nazywa ich „lumpenelitami”. Do tych „lumpenelit” Pawełczyńska zalicza niektórych przedstawicieli polskiego środowiska finansowego oraz polityków. Zgodnie z jej słowami w Polsce można mówić o kapitalizmie partyjno-mafijnym mającym tendencje totalitarne, co oznacza odrzucenie dorobku polskiej przedsiębiorczości wyzwolonej w 1989 przez plan Balcerowicza. Jej zdaniem polski kapitalizm był pozbawiony moralności. Pawełczyńska widzi wiele niebezpieczeństw, które zagrażają współczesnej Polsce i rysowany przez nią obraz jest w dużej mierze pesymistyczny.

## Krytyka liberalna
Idee głoszone przez Pawełczyńską nie są popularne ani akceptowane przez większość socjologów. Łączenie liberalizmu ceniącego wolność z totalitaryzmem, który ją odrzucał, nie zostało powszechnie przyjęte mimo że jest ono w istocie doktryną religii katolickiej potępiającej zupełnie całkowitą wolność człowieka w osiągnięciu komfortu życia i bogactwo osiągane w wolnym kapitalizmie jako zniewolenie od kultu pieniądza. Pawełczyńska w istocie nie potępia liberalizmu samego w sobie a raczej jego zniekształcenia poprzez wpływ na niego lewicy i ideologii komunistycznej. Pisze np. o zniekształconym liberalizmie: "Obecny totalitaryzm liberalny jest owocem "miękkiej wersji komunizmu", czyli pewnych elementów ideologii komunistycznej wymieszanych z elementami doktryny liberalnej".  Wielu komentatorów życia politycznego nie zgadza się z tezami zagrożeń podnoszonych w książce Pawełczyńskiej. Zdaniem przedstawicieli bardziej liberalnych mediów mimo pewnych zagrożeń wolność stała się w Polsce podstawą rozwoju. Według niektórych dziennikarzy gospodarka osiągnęła już pewien poziom dający nadzieje na poprawę statusu materialnego Polaków. Wysokie bezrobocie miało narosnąć z powodu zbytniej ingerencji państwa w życie społeczne (np. złego prawa pracy). Polski kapitalizm krytykowany przez Pawełczyńską, zdaniem wielu ekonomistów może lepiej uleczyć problemy społeczne niż walka z elitami finansowymi.

## Odznaczenia
W okresie PRL została odznaczona Krzyżem Kawalerskim Orderu Odrodzenia Polski. W 2007, za wybitne zasługi dla niepodległości Rzeczypospolitej Polskiej, za działalność na rzecz przemian demokratycznych, za osiągnięcia w podejmowanej z pożytkiem dla kraju pracy zawodowej i działalności społecznej, prezydent Lech Kaczyński odznaczył ją Krzyżem Komandorskim z Gwiazdą tego orderu.

## Wybrane publikacje
- Przestępczość grup nieletnich, KiW, Warszawa 1964
- Studia nad czytelnictwem, PWN, Warszawa 1969
- Urbanizacja Kultury w Polsce (z Wandą Tomaszewską). PWN. Warszawa
- Wartości a przemoc. Zarys socjologicznej problematyki Oświęcimia, PWN, Warszawa 1973 (nagroda Polskiego Towarzystwa Socjologicznego im. Stanisława Ossowskiego), PWN, Warszawa 1995, Test, Lublin 2001; tłumaczenie angielskie University of California Press, 1979 i 1980; niemieckie PMAB, Oświęcim 2001, tłum. Jochen August
- Czas człowieka, Ossolineum, Wrocław 1986
- Praca i uczciwość, red., Warszawa 1992
- Wartości i ich przemiany, red, Warszawa 1992
- Drogi do szczęścia, WSiP, Warszawa 1993
- Koni żal, Lublin 2003, Lublin 2012
- Głowy hydry. O przewrotności współczesnego zła., Lublin, 2004; Wydawnictwo LTW, Łomianki 2014
- Koniec kresowego świata, Lublin, 2003, 2005 i 2012 (wyróżnienie w Nagrodzie Literackiej im. Józefa Mackiewicza)
- O istocie narodowej tożsamości. Polacy wobec zagrożeń. Józef Krzyżanowski – Posłowie, stron 295, Wydawnictwo Polihymnia, Lublin 2010
- Czas człowieka. Warszawa 1986; Wydawnictwo Matrix, Warszawa 2011
- Dary losu. Wspomnienia. Wydawnictwo LTW, Łomianki 2013